# Orthotrichia amnica
Orthotrichia amnica är en nattsländeart som beskrevs av Wells 1990. Orthotrichia amnica ingår i släktet Orthotrichia och familjen smånattsländor. Inga underarter finns listade i Catalogue of Life.